# Toxeus yamasakii
Toxeus yamasakii es una especie de araña saltarina del género Toxeus, familia Salticidae. Fue descrita científicamente por Logunov en 2021.
Habita en Vietnam.